# Посол Золотого Глобуса
Посол Золотого Глобуса (англ. Golden Globe Ambassador) — символічний титул премії «Золотий глобус». До 2018 року «Міс Золотий Глобус» або «Містер Золотий Глобус». Оголошується Голлівудською асоціацією іноземної преси до початку церемонії вручення нагород. Обрана особа допомагає роздавати нагороди та проводжає переможців зі сцени. Першу «Міс Золотий Глобус» було проголошено у 1963 році. Тоді цей титул отримали Єва Сікс та Донна Даглас, які допомагали вручати нагороди у категоріях кіно та телебачення відповідно. З 1971 року започаткувалась традиція призначати на цю посаду доньку відомих акторів та знаменитостей. З часом виник титул «Містер Золотий Глобус», коли почали обирати та запрошувати хлопців. Так у 1995 році першим «Містером Золотий Глобус» став Джон Кларк Гейбл, син легендарного актора Кларка Гейбла. Зіркові батьки нерідко змагаються між собою, виборюючи почесне право для своїх дітей брати участь у церемонії вручення нагород. Переможців оголошує президент Голлівудської асоціації іноземної преси, одним з критеріїв відбору учасників має бути активність у соціальних мережах.  
Цей титул та поява на церемонії вручення нагород серед зірок Голлівуду, дають змогу заявити про себе пресі та глядачам. Це надалі допомогло стати відомими таким актрисам як Енн Арчер (1971), Мелані Гріффіт (1975), Лора Дерн (1982), Дакота Джонсон (2006).  
З 2018 року ця символічна нагорода змінила назву на більш змістовну та гендерно нейтральну — «Посол Золотого Глобуса». У цьому ж році її отримала Сімон Гарсія Джонсон, донька актора Двейна Джонсона і продюсерки Дені Гарсії.

## Володарі титулу
| Рік  | Премія | Ім’я                                                                                            | Батьки                                                                                          |
| ---- | ------ | ----------------------------------------------------------------------------------------------- | ----------------------------------------------------------------------------------------------- |
| 1963 | 20-та  | Єва Сікс                                                                                        |                                                                                                 |
| 1963 | 20-та  | Донна Дуглас                                                                                    |                                                                                                 |
| 1964 | 21-ша  | Лінда Еванс                                                                                     |                                                                                                 |
| 1965 | 22-га  | Джила Голан                                                                                     |                                                                                                 |
| 1966 | 23-тя  | Шеріл Міллер                                                                                    |                                                                                                 |
| 1967 | 24-та  | Корріна Тсопей                                                                                  |                                                                                                 |
| 1968 | 25-та  | Александра Хей                                                                                  |                                                                                                 |
| 1969 | 26-та  | ?                                                                                               |                                                                                                 |
| 1970 | 27-ма  | ?                                                                                               |                                                                                                 |
| 1971 | 28-ма  | Енн Арчер                                                                                       | Джон Арчер — Марджорі Лорд                                                                      |
| 1972 | 29-та  | Памела Павелл                                                                                   | Дік Павелл — Джун Еллісон                                                                       |
| 1973 | 30-та  | Келлі Майлз                                                                                     | Боб Майлз — Віра Майлз                                                                          |
| 1974 | 31-ша  | Лінда Мікелджон                                                                                 | Вілльям Мікелджон — Шарлотта Джетер                                                             |
| 1975 | 32-га  | Мелані Гріффіт                                                                                  | Пітер Гріффіт — Тіппі Гедрен                                                                    |
| 1976 | 33-тя  | Лайза Феррінджер                                                                                |                                                                                                 |
| 1977 | 34-та  | Ніколь Еріксон                                                                                  | Джон Еріксон — Міллі Коурі                                                                      |
| 1978 | 35-та  | Елізабет Стек                                                                                   | Роберт Стек — Розмері Боу                                                                       |
| 1979 | 36-та  | Стефані Геймс                                                                                   | Дік Геймс — Френ Джеффріс                                                                       |
| 1980 | 37-ма  | Кім Керет                                                                                       |                                                                                                 |
| 1981 | 38-ма  | Розейн Кетон                                                                                    |                                                                                                 |
| 1982 | 39-та  | Лора Дерн                                                                                       | Брюс Дерн — Даян Ледд                                                                           |
| 1983 | 40-ва  | Лорі Леонеллі                                                                                   |                                                                                                 |
| 1983 | 40-ва  | Ронда Шир                                                                                       |                                                                                                 |
| 1984 | 41-ша  | Аніта Фінч                                                                                      | Пітер Фінч — Тамара Чінарова                                                                    |
| 1985 | 42-га  | Лізабет Шетнер                                                                                  | Вільям Шетнер — Глорія Ренд                                                                     |
| 1986 | 43-тя  | Келіста Керрадайн                                                                               | Девід Керрадайн — Донна Лі Беч                                                                  |
| 1987 | 44-та  | Кендіс Савалас                                                                                  | Теллі Савалас — Мерлін Гарднер                                                                  |
| 1988 | 45-та  | Джиджи Гарнер                                                                                   | Джеймс Гарнер — Лоіс Флейшман Кларк                                                             |
| 1989 | 46-та  | Кайл Алетер                                                                                     | Френк Алетер — Лі Мерівезер                                                                     |
| 1990 | 47-ма  | Кетрін Крамер                                                                                   | Стенлі Крамер — Керен Шарп                                                                      |
| 1991 | 48-ма  | Кейтлін Гопкінс                                                                                 | Джин Перссон — Ширлі Найт                                                                       |
| 1992 | 49-ма  | Джойлі Фішер                                                                                    | Едді Фішер — Конні Стівенс                                                                      |
| 1993 | 50-ма  | Ерін Гамільтон                                                                                  | Джо Гамільтон — Керол Бернетт                                                                   |
| 1994 | 51-ма  | Алекс Мартін                                                                                    | Елвін Мартін — Вупі Голдберг                                                                    |
| 1995 | 52-ма  | Джон Кларк Гейбл                                                                                | Кларк Гейбл — Кей Вілльямс                                                                      |
| 1996 | 53-ма  | Джеймі Ніколь Дадні                                                                             | Кен Дадні — Барбара Мендрелл                                                                    |
| 1996 | 53-ма  | Фредді Принс-мол.                                                                               | Фредді Принс — Кеті Елейн Кохрен                                                                |
| 1997 | 54-ма  | Келі Слоун                                                                                      | Ед Трешер — Лінда Грей                                                                          |
| 1998 | 55-ма  | Клементайн Форд                                                                                 | Девід Форд — Сібілл Шеперд                                                                      |
| 1999 | 56-ма  | Торі Рід                                                                                        | Тім Рід — Ріта Рід                                                                              |
| 2000 | 57-ма  | Лайза Г’юбер                                                                                    | Гелмет Г’юбер — Сьюзан Луччі                                                                    |
| 2001 | 58-ма  | Кеті Флінн                                                                                      | Девід Флінн — Джейн Сеймур                                                                      |
| 2002 | 59-та  | Гейлі Джералдо                                                                                  | Ніл Джералдо — Пет Бенетар                                                                      |
| 2003 | 60-та  | Домінік Гарсія-Лорідо                                                                           | Енді Гарсія — Марія Вікторія Лорідо                                                             |
| 2003 | 60-та  | Ей Джей Ламас                                                                                   | Лоренцо Ламас — Мішель Сміт                                                                     |
| 2004 | 61-ша  | Лілі Костнер                                                                                    | Кевін Костнер — Сінді Сілва                                                                     |
| 2005 | 62-га  | Кетрін Іствуд                                                                                   | Клінт Іствуд — Джейслін Рівс                                                                    |
| 2006 | 63-тя  | Дакота Джонсон                                                                                  | Дон Джонсон — Мелані Гріффіт                                                                    |
| 2007 | 64-та  | Лоррейн Ніколсон                                                                                | Джек Ніколсон — Ребекка Бруссард                                                                |
| 2008 | 65-та  | традиційне нагородження не проводилось у зв’язку зі страйком асоціації сценаристів (WGA strike) | традиційне нагородження не проводилось у зв’язку зі страйком асоціації сценаристів (WGA strike) |
| 2009 | 66-та  | Румер Вілліс                                                                                    | Брюс Вілліс — Демі Мур                                                                          |
| 2010 | 67-ма  | Мевіс Спенсер                                                                                   | Родрік Спенсер — Елфрі Вудард                                                                   |
| 2011 | 68-ма  | Джия Мантенья                                                                                   | Джо Мантенья — Арлін Врело                                                                      |
| 2012 | 69-та  | Рейні Кволлі                                                                                    | Пол Кволлі — Енді Макдавелл                                                                     |
| 2013 | 70-та  | Франческа Іствуд                                                                                | Клінт Іствуд — Френсіс Фішер                                                                    |
| 2013 | 70-та  | Сем Майкл Фокс                                                                                  | Майкл Джей Фокс — Трейсі Поллан                                                                 |
| 2014 | 71-ша  | Сосі Бейкон                                                                                     | Кевін Бейкон — Кіра Седжвік                                                                     |
| 2015 | 72-га  | Грір Греммер                                                                                    | Келсі Греммер — Беррі Бакнер                                                                    |
| 2016 | 73-тя  | Корінн Фокс                                                                                     | Джеймі Фокс — Конні Клайн                                                                       |
| 2017 | 74-та  | Софія, Сістін, Скарлет Сталлоне                                                                 | Сильвестр Сталлоне — Дженніфер Флавін                                                           |
| 2018 | 75-та  | Сімон Гарсія Джонсон                                                                            | Двейн Джонсон — Дені Гарсія                                                                     |
| 2019 | 76-та  | Ісан Елба                                                                                       | Ідріс Елба — Ганна Кім Нергард                                                                  |
| 2020 | 77-ма  | Ділан Броснан, Періс Броснан                                                                    | Пірс Броснан — Кілі Шей Сміт                                                                    |
| 2021 | 78-ма  | Джексон Лі, Сетчел Лі                                                                           | Спайк Лі — Тоня Льюїс Лі                                                                        |